# Майр, Стефани
Сте́фани Майр (нем. Stephanie Mayr; род. 21 января 1965, Потсдам) — немецкая кёрлингистка.

## Достижения
- Зимние Олимпийские игры (показательный вид спорта): золото (1992).
- Чемпионат Европы по кёрлингу: золото (1991), бронза (1992).

## Команды
| Сезон   | Четвёртый    | Третий        | Второй           | Первый           | Запасной               | Турниры                   |
| ------- | ------------ | ------------- | ---------------- | ---------------- | ---------------------- | ------------------------- |
| 1985—86 | Андреа Шёпп  | Моника Вагнер | Стефани Майр     | Элинор Шёпп      |                        | ЧМ 1986                   |
| 1985—86 | Андреа Шёпп  | Моника Вагнер | Стефани Майр     | Birgit Hupertz   |                        | ЧЕЮ 1986 (4 место)        |
| 1986—87 | Стефани Майр | Simone Vogel  | Kerstin Jüders   | Dona Schuman     |                        | ЧЕЮ 1987 (4 место)        |
| 1988—89 | Стефани Майр | Simone Vogel  | Сабина Белькофер | Hatti Foster     |                        | ЧЕ 1988 (6 место)         |
| 1991—92 | Андреа Шёпп  | Стефани Майр  | Моника Вагнер    | Сабина Хут       | Кристина Шайбель (ЗОИ) | ЧЕ 1991 · ЗОИ 1992 (демо) |
| 1992—93 | Андреа Шёпп  | Моника Вагнер | Стефани Майр     | Кристина Шайбель |                        | ЧЕ 1992                   |

(скипы выделены полужирным шрифтом)